# Малдур, Диана
Диана Малдур (англ. Diana Muldaur, род. 19 августа 1938) — американская телевизионная актриса. Малдур за свою карьеру сыграла более ста ролей, но наиболее известна благодаря участию в сериалах «Звёздный путь: Следующее поколение» (1988—1989) и «Закон Лос-Анджелеса» (1989—1991). За участие в последнем она дважды номинировалась на премию «Эмми» за лучшую женскую роль второго плана в драматическом телесериале.

## Биография
Малдур родилась в Нью-Йорке, но выросла в Мартас-Винъярд. Училась у Стеллы Адлер. Свою карьеру она начала в дневной мыльной опере шестидесятых «Секретный шторм» и последующие десятилетия провела играя роли в таких сериалах как «Дымок из ствола», «Бонанза», «Доктор Маркус Уэлби», «Звёздный путь», «Супруги Харт» и «Она написала убийство». В 1983 году Малдур стала первой женщиной-президентом Академии телевизионных искусств и наук.

## Личная жизнь
В 1969 году вышла замуж за актёра Джеймса Викери, их брак продлился до смерти Викери в 1979 году от рака. Её вторым мужем был писатель и продюсер Роберт Дозьер, их брак продлился до смерти Дозьера в 2012 году.